# Club Atlético River Plate 1932
Questa voce raccoglie le informazioni riguardanti il Club Atlético River Plate nelle competizioni ufficiali della stagione 1932.

## Stagione
Il River Plate vinse il suo primo campionato professionistico sotto la guida di Caamaño; il club vinse la maggior parte delle partite, 22 su 34, con 6 pareggi e 6 sconfitte. Stesso risultato raggiunse l'Independiente, che terminò la stagione a pari punti con il River; si dovette dunque giocare uno spareggio. L'incontro si tenne il 20 novembre 1932, all'Estadio Gasómetro. A vincere fu il River, che superò i rivali per 3-0 La formazione dalla banda rossa registrò il miglior attacco, con 81 gol fatti.

## Maglie e sponsor
| Casa |

## Rosa
| N. |                      | Ruolo | Calciatore            |
| -- | -------------------- | ----- | --------------------- |
|    | Argentina (bandiera) | P     | Ángel Bossio          |
|    | Argentina (bandiera) | P     | Juan Poggi            |
|    | Argentina (bandiera) | P     | Orlando Puccinno      |
|    | Argentina (bandiera) | P     | Sebastián Sirni       |
|    | Argentina (bandiera) | D     | Roberto Basílico      |
|    | Argentina (bandiera) | D     | Joaquín Bezos         |
|    | Argentina (bandiera) | D     | Alberto Cuello        |
|    | Argentina (bandiera) | D     | Vicente D'Errico      |
|    | Argentina (bandiera) | D     | Juan Carlos Iribarren |
|    | Argentina (bandiera) | D     | Alberto López         |
|    | Argentina (bandiera) | D     | Manuel Quiroga        |
|    | Argentina (bandiera) | D     | Carlos Santamaría     |
|    | Brasile (bandiera)   | D     | Aarón Wergifker       |
|    | Argentina (bandiera) | C     | Roberto Albérico      |
|    | Argentina (bandiera) | C     | Alberto Anglese       |
|    | Argentina (bandiera) | C     | Camilo Bonelli        |
|    | Argentina (bandiera) | C     | Juan Carlos Brisco    |
|    | Argentina (bandiera) | C     | Manuel Dañíl          |
|    | Argentina (bandiera) | C     | Emilio Galardón       |
|    | Argentina (bandiera) | C     | Alejandro Giglio      |
|    | Argentina (bandiera) | C     | Moisés Gros           |
|    | Argentina (bandiera) | C     | Norberto Maiola       |
|    | Argentina (bandiera) | C     | Esteban Malazzo       |
|    | Argentina (bandiera) | C     | Carlos Peroni         |

| N. |                      | Ruolo | Calciatore           |
| -- | -------------------- | ----- | -------------------- |
|    | Argentina (bandiera) | C     | Vicente Ruscitti     |
|    | Argentina (bandiera) | C     | Cataldo Spitale      |
|    | Argentina (bandiera) | A     | Juan Arrillaga       |
|    | Argentina (bandiera) | A     | Agustín Cascio       |
|    | Argentina (bandiera) | A     | Eduardo Davico       |
|    | Argentina (bandiera) | A     | Hugo Donato          |
|    | Uruguay (bandiera)   | A     | Pablo Dorado         |
|    | Argentina (bandiera) | A     | Julio Castillo       |
|    | Argentina (bandiera) | A     | Bernabé Ferreyra     |
|    | Argentina (bandiera) | A     | Atilio Granara Costa |
|    | Uruguay (bandiera)   | A     | Pedro Lago           |
|    | Argentina (bandiera) | A     | Juan Carlos Lagos    |
|    | Argentina (bandiera) | A     | Osvaldo Landoni      |
|    | Argentina (bandiera) | A     | Vicente Locasso      |
|    | Argentina (bandiera) | A     | Nazareno Luna        |
|    | Argentina (bandiera) | A     | Francisco Martínez   |
|    | Argentina (bandiera) | A     | Nicolás Mattano      |
|    | Argentina (bandiera) | A     | Carlos Peucelle      |
|    | Argentina (bandiera) | A     | Saúl Quiroga         |
|    | Argentina (bandiera) | A     | Héctor Passo         |
|    | Argentina (bandiera) | A     | Pedro Rufo           |
|    | Argentina (bandiera) | A     | Oscar Sciarra        |
|    | Argentina (bandiera) | A     | Francisco Villegas   |
|    | Argentina (bandiera) | A     | Ricardo Zatelli      |

## Statistiche

### Statistiche di squadra
| Competizione     | Punti | Totale | Totale | Totale | Totale | Totale | Totale | DR  |
| Competizione     | Punti | G      | V      | N      | P      | Gf     | Gs     | DR  |
| ---------------- | ----- | ------ | ------ | ------ | ------ | ------ | ------ | --- |
| Primera División | 50    | 34     | 22     | 6      | 6      | 81     | 43     | +38 |
| Totale           | -     |        |        |        |        |        |        | -   |